# Jacques Valax
Ne doit pas être confondu avec Jacques Valade.
Jacques Valax, né le 23 août 1951 à Albi, est un homme politique français, membre du PS.

## Carrière
Il soutient François Hollande lors de la primaire socialiste de 2011.

## Mandats actuels
- depuis 2014 : Conseiller municipal d'Albi

## Anciens mandats locaux
- 1998-2015 : Membre du Conseil général du Tarn (canton d'Albi-Ouest)
- 1998-2004 : Membre du Conseil régional de Midi-Pyrénées
- 1995-1997 : Membre du Conseil général du Tarn
- 2004-2008 : Vice-Président du Conseil général du Tarn
- 2012-2017 : Député de la 2ème circonscription du Tarn